# Califado Omíada
O Califado Omíada (em árabe: الأمويون / بنو أمية; romaniz.: Umawiyy; em persa: امویان; romaniz.: Omaviyân; em turco: Emevi) foi o segundo dos quatro principais califados islâmicos, estabelecidos após a morte de Maomé. Era centrado na dinastia Omíada, originária de Meca, atualmente na Arábia Saudita. A família omíada havia chegado ao poder durante o governo do terceiro califa, Otomão (r. 644–656), mas o regime omíada foi fundado por Moáuia I, governador de longa data da Síria, após o fim da Primeira Guerra Civil Islâmica em 661 (41 Ano da Hégira).
Por conseguinte, a Síria permaneceu como a principal base de poder dos omíadas, tendo Damasco como sua capital. Os omíadas continuaram as conquistas muçulmanas, incorporando no mundo muçulmano o Cáucaso, a Transoxiana, Sinde, Magrebe e a Península Ibérica (chamada pelos islâmicos de Alandalus). Em sua maior extensão, o Califado Omíada cobria 15 000 000 km², fazendo dele o maior império que o mundo tinha visto até então, e o quinto maior que já existiu.
Os impostos e a gestão administrativa dos omíadas eram considerados injustos por alguns muçulmanos, enquanto a população não-muçulmana tinha autonomia. Maomé tinha afirmado, explicitamente, enquanto era vivo que todas as minorias religiosas deveriam pagar a jizia (imposto obrigatório) para serem autorizadas a praticar a sua religião, possuírem suas próprias instituições governamentais e jurídicas. Em termos gerais, essa política tinha continuado. As medidas de assistência social tanto para muçulmanos quanto para não muçulmanos iniciadas por Omar também haviam sido mantidas. A esposa de Moáuia, Maisum, mãe de Iázide, também era cristã. As relações entre os muçulmanos e os cristãos no Estado eram boas.
Os omíadas estavam envolvidos em batalhas frequentes com os cristãos bizantinos, sem se preocupar com a proteção de sua retaguarda na Síria, que havia permanecido em grande parte cristã, como muitas outras partes do império. Posições de destaque foram mantidas pelos cristãos, algumas das quais pertenciam a famílias que serviram nos governos bizantinos. O trabalho dos cristãos era parte de uma política mais ampla de tolerância religiosa que foi necessária em virtude da presença de grandes populações cristãs nas províncias conquistadas, especialmente na Síria. Esta política também impulsionou sua popularidade e solidificou a Síria como sua base de poder.
As rivalidades entre as tribos árabes causaram agitação nas províncias fora da Síria, principalmente na Segunda Guerra Civil Muçulmana de 680 até 692 da Era Comum (EC) e a revolta berbere de 740 até 743. Durante a Segunda Guerra Civil, a liderança do clã omíada passou do ramo sufianida da família para o ramo maruânida. À medida que a campanha constante esgotou os recursos materiais e humanos do Estado, os omíadas, enfraquecidos pela Terceira Guerra Civil Muçulmana de 744-747, foram finalmente derrubados pela Revolução Abássida em 750. Um ramo da família fugiu para o Norte da África e para Alandalus, onde se estabeleceu o Emirado de Córdova (e então o Califado), que durou até 1031, antes de cair devido à Fitna de Alandalus.

## História

### Origens
Segundo a tradição, a família omíada (descendente de um membro dos Banu Abde Xemece) e Maomé são descendentes de um ancestral em comum, Abde Manafe ibne Cusai, ambos originários da cidade de Meca. Maomé descende de Abde Manafe através de seu filho Haxim, enquanto os omíadas descendem de Abde Manafe através de um filho diferente, Abedal Xemece, cujo filho era Omaia. As duas famílias são, portanto, consideradas diferentes clãs (os de Haxim e de Omaia, respectivamente) de uma mesma tribo, a dos coraixitas. No entanto, os historiadores muçulmanos xiitas apontam que Omaia era um filho adotivo de Abedal Xemece porque ele não era um parente de sangue de Abde Manafe ibne Cusai. Omaia foi posteriormente descartado da família nobre. Em 639, Moáuia I foi nomeado como governador da Síria, após o governante anterior Abu Ubaidá ibne Aljarrá morrer devido a uma praga, juntamente com outras 25 mil pessoas. Para parar a perseguição bizantina no mar durante as guerras bizantino-árabes, em 649, Moáuia montou uma marinha, tripulada por cristãos monofisistas, coptas, marinheiros cristãos jacobitas da Síria e tropas muçulmanas. Isso resultou na derrota da marinha bizantina na Batalha dos Mastros, em 655, na abertura do Mediterrâneo. Moáuia foi um governador muito bem-sucedido e construiu um exército muito leal e disciplinado do antigo exército sírio romano. Fez também amizade com Anre ibne Alas, que havia conquistado o Egito, mas foi deposto por Otomão.

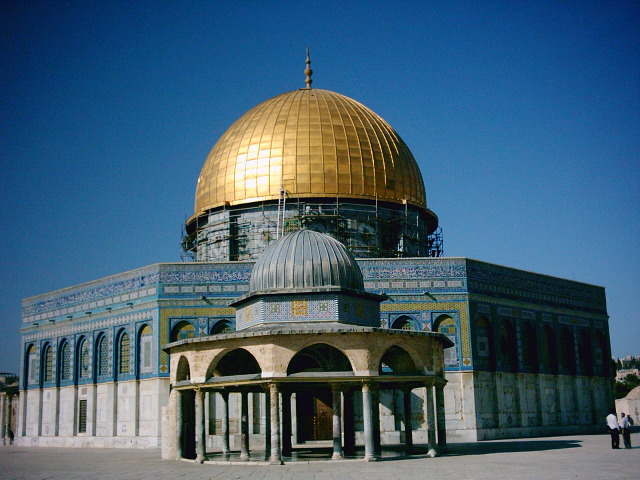
A Cúpula da Rocha, em Jerusalém

O Alcorão e Maomé falam sobre igualdade racial e justiça, como no Sermão de Despedida. Diferenças tribais e nacionais foram desencorajadas. Porém, após sua morte, as antigas diferenças tribais entre os árabes começaram a ressurgir. Após as Guerras romano-persas e as Guerras bizantino-sassânidas, as raízes profundas e diferenças entre o Iraque, formalmente sob o Império Persa Sassânida e a Síria, formalmente sob o Império Bizantino, também ressurgiram. Cada um queria que a capital do recém-criado Estado Islâmico fosse em sua área. Anteriormente, o segundo califa Omar foi muito firme com relação aos governantes e seus espiões, mantendo um olho sobre os governadores. Se ele descobrisse que um governador ou o comandante estava ficando atraído pela riqueza, ele o removia de sua posição. Inicialmente, exércitos muçulmanos se hospedaram em acampamentos fora das cidades porque Omar temia que eles pudessem ficar atraídos pela riqueza e pelo luxo. No processo, eles poderiam fugir da adoração a Deus e ficarem atraídos pela opulência, começando a acumular fortunas e estabelecendo dinastias. Como Otomão tornou-se muito velho, Maruane I, parente de Moáuia I, ficou no vazio tornando-se seu secretário e, lentamente, assumiu o controle e relaxou algumas dessas restrições. Maruane I já tinha sido excluído das posições de responsabilidade. Em 656, Maomé ibne Abacar, o filho de Abacar e o filho adotivo de Ali, o bisavô de Jafar Alçadique, mostraram a alguns egípcios a casa de Otomão. Mais tarde, os egípcios acabaram o matando.
Ali foi assassinado em 661 por um partidário dos carijitas. Seis meses mais tarde, no mesmo ano, no interesse da paz, Haçane ibne Ali, altamente considerado por sua sabedoria e como um pacificador e o segundo imame dos xiitas e neto de Maomé, fez um tratado de paz com Moáuia. No tratado, Haçane-Moáuia, Haçane ibne Ali entregou o poder a Moáuia na condição de que ele seria apenas para manter as pessoas seguras e protegidas, e depois de sua morte ele não estabeleceria uma dinastia. Isso pôs fim à era dos califas bem guiados aos sunitas, e Haçane ibne Ali também foi o último imame aos xiitas para ser um califa. Após isso, Moáuia quebrou as condições do acordo e fundou a dinastia Omíada, com sua capital em Damasco.
Após a morte de Moáuia em 680, o conflito pela sucessão eclodiu novamente em uma guerra civil conhecida como a "Segunda Fitna". Depois de fazer todos lutarem mais, a dinastia Omíada mais tarde caiu nas mãos de Maruane, que também era um omíada.

### Dinastia Omíada

Califado Omíada (verde) no seu auge, c. 750

A dinastia pessoal de Moáuia, os "Sufianidas" (descendentes de Abu Sufiane), reinaram de 661 até 684, até seu neto Moáuia II. O reinado de Moáuia foi marcado pela segurança interna e expansão externa. No plano interno, apenas uma grande rebelião é registrada, a de Hujir ibne Adi em Cufa. Hujir apoiou as reivindicações dos descendentes de Ali ao califado, mas seu movimento foi facilmente reprimido pelo governador do Iraque, Ziade ibne Abi Sufiane.
Moáuia também incentivou a convivência pacífica com as comunidades cristãs da Síria, concedendo o seu reinado com "a paz e prosperidade com os cristãos e árabes iguais", e um de seus conselheiros mais próximos foi Sarjun, o pai de João de Damasco. Ao mesmo tempo, ele travou uma guerra incessante contra o Império Romano Bizantino. Durante o seu reinado, Rodes e Creta foram ocupadas, e vários assaltos foram lançados contra Constantinopla. Depois de seu fracasso, e confrontado com uma revolta cristã em grande escala na figura dos Mardaítas, Moáuia concluiu a paz com Bizâncio. Ele também supervisionou a expansão militar na África do Norte (a fundação de Cairuão) e na Ásia Central (a conquista de Cabul, Bucara e Samarcanda).
Após a morte de Moáuia em 680, foi sucedido por seu filho, Iázide I. A adesão hereditária de Iázide foi contestada por um número proeminente de muçulmanos, principalmente Abedalá ibne Zobair, filho de um dos companheiros de Maomé, e Huceine ibne Ali, neto de Maomé e filho mais novo de Ali. O conflito resultante é conhecido como a Segunda Fitna.

## Política e governo

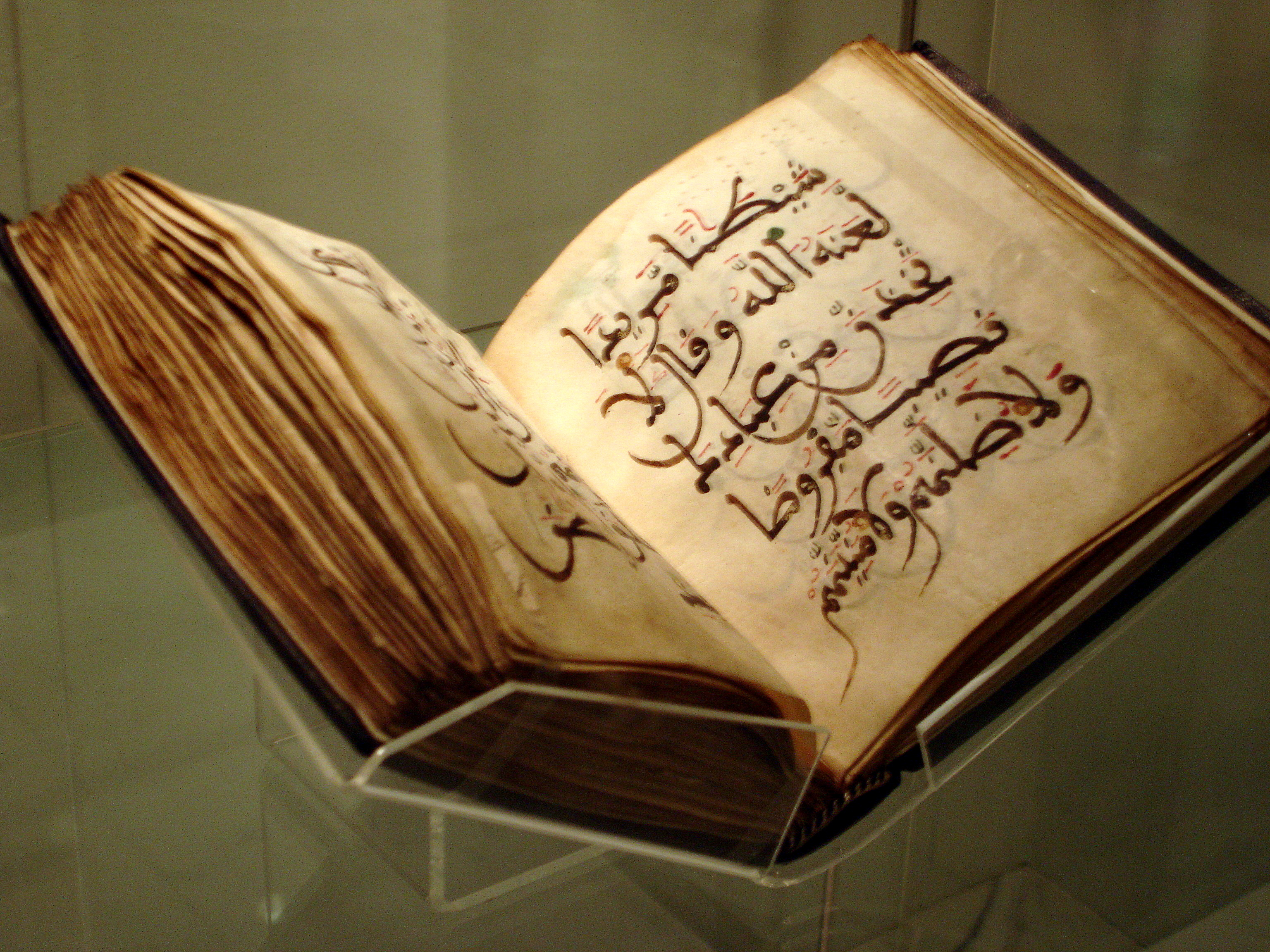
As leis omíadas eram criadas pelo califa com base no Alcorão

O primeiro governo do Império Islâmico era centrado no califa, que era considerado o sucessor de Maomé. O califa era igualmente o líder espiritual e político do império. Sua autoridade como líder supremo da umma (a nação) não era questionada. O governo era uma teocracia islâmica — um governo em que os líderes religiosos governavam em nome de Deus. Não havia separação entre religião e governo. As leis do império eram baseadas no Alcorão, o exemplo dado por Maomé, e as decisões do próprio califa.
Moáuia I, o primeiro dos califas omíadas, fez sua dinastia como um reino, através do estabelecimento de uma linhagem de sucessão e elevando o califa e sua corte a uma classe superior na estrutura social do império. Embora inicialmente o cidadão comum pudesse se aproximar e falar com o primeiro califa, Moáuia começou a agir de uma forma mais real. Nomeou um porteiro para decidir quem podia e quem não podia vê-lo. Os omíadas foram os primeiros califas que tiveram que lidar com um império recém-expandido, e, em seguida, sob o Império Islâmico, vê-lo crescer ao seu tamanho máximo.
Inicialmente, governadores eram concedidos a parentes do califa ou árabes de outra classe superior. Posteriormente, foram entregues a comandantes do exército e outros líderes que tinham demonstrado alguma capacidade. Em alguns casos, governadores eram nomeados vitaliciamente ou autorizados a transmitir sua posição para seus parentes. Na maioria das causas, no entanto, o califa escolhia trocar os governadores.

## Administração omíada
Uma das primeiras tarefas de Moáuia foi criar um governo estável para o Império. Ele seguia as ideias principais do Império Bizantino, que tinha governado a mesma região anteriormente, e teve três principais ramos governamentais: assuntos políticos e militares; cobrança de impostos; e administração religiosa. Cada um deles foi subdividido em mais filiais, escritórios e departamentos.

### Províncias
Geograficamente, o império foi dividido em várias províncias, as fronteiras mudaram inúmeras vezes durante o reinado dos omíadas. Cada província tinha um governador nomeado pelo Califa. O governador estava no comando dos funcionários religiosos, líderes militares, policiais e administradores públicos em sua província. Despesas locais foram pagas pelos impostos provenientes daquela província, com o restante a cada ano sendo enviado para o governo central em Damasco. À medida que o poder central dos governantes omíadas diminuiu nos últimos anos da dinastia, alguns governadores esqueceram enviar uma receita fiscal extra para Damasco e criaram grandes fortunas pessoais.

### Funcionários públicos
À medida que o império crescia, o número de trabalhadores árabes qualificados era muito pequeno para manter-se com a rápida expansão do império. Portanto, Moáuia permitiu que muitos dos trabalhadores do governo local em províncias conquistadas mantivessem seus empregos sob o novo governo omíada. Assim, grande parte do trabalho do governo local foi gravado em grego, copta, e persa. Foi somente durante o reinado de Abedal Maleque ibne Maruane, que os trabalhadores do governo começaram a ser regularmente registrados em árabe.

### Moeda
Os Impérios Bizantino e Sassânida contavam com economias em dinheiro antes da conquista muçulmana, e que o sistema permaneceu em vigor durante o período dos omíadas. Moedas preexistentes permaneceram em uso, mas com frases do Alcorão carimbadas. Além disso, o governo omíada começou a cunhar sua própria moeda em Damasco (que eram similares às moedas preexistentes), as primeiras moedas cunhadas por um governo muçulmano na história. As moedas de ouro foram chamadas dinares, enquanto moedas de prata foram chamadas dirrãs.

## Organização social
O Califado Omíada exibia quatro principais classes sociais:
1. Árabes muçulmanos
2. Muçulmanos não árabes (clientes dos árabes muçulmanos)
3. Pessoas livres não muçulmanas (cristãos, judeus e zoroastristas)
4. Escravos

Os árabes muçulmanos estavam no topo da sociedade, e viam como seu o dever de governar sobre as áreas conquistadas. Apesar do fato de que o islã ensina a igualdade de todos os muçulmanos, os muçulmanos árabes se realizaram em maior estima do que muçulmanos não árabes e, geralmente, não se misturavam com outros muçulmanos.
A desigualdade entre muçulmanos no império levou a agitação social. Como o islã se espalhou, cada vez mais e mais a população muçulmana foi constituída de não árabes. Isso causou tensão, dado que os novos convertidos não receberam os mesmos direitos que os árabes muçulmanos. Além disso, como as conversões aumentaram, as receitas fiscais obtidas dos não muçulmanos diminuíram para níveis perigosos. Estas questões continuaram a crescer até eles ajudarem a causar a revolta abássida na década de 740.

### Não muçulmanos
Grupos não muçulmanos no Califado Omíada, que incluíam cristãos, judeus, zoroastristas e pagãos berberes, foram chamados dhimmis. Eles receberam um estatuto juridicamente protegido como cidadãos de segunda classe, desde que aceitassem e reconhecem a supremacia política dos muçulmanos no poder. Foram autorizados a ter seus próprios tribunais, e foi dada a liberdade de sua religião dentro do império. Embora eles não pudessem manter os mais altos cargos públicos no império, tinham muitos cargos burocráticos dentro do governo. Cristãos e judeus ainda continuaram a produzir grandes pensadores teológicos dentro de suas comunidades, mas conforme o tempo foi passando, muitos dos intelectuais foram convertidos ao islã, o que levou a uma falta de grandes pensadores nas comunidades não muçulmanas.
As relações entre os muçulmanos e os cristãos no estado eram boas. Os omíadas estavam envolvidos em batalhas frequentes com os cristãos bizantinos, sem se preocupar com a proteção de sua retaguarda na Síria, que havia permanecido em grande parte cristã como muitas outras partes do império. Posições de destaque foram mantidas pelos cristãos, alguns dos quais pertenciam a famílias que serviram nos governos bizantinos. O trabalho dos cristãos era parte de uma política mais ampla de tolerância religiosa que foi necessária em virtude da presença de grandes populações cristãs nas províncias conquistadas, especialmente na Síria. Esta política também impulsionou sua popularidade e solidificou a Síria como sua base de poder.

## Legado

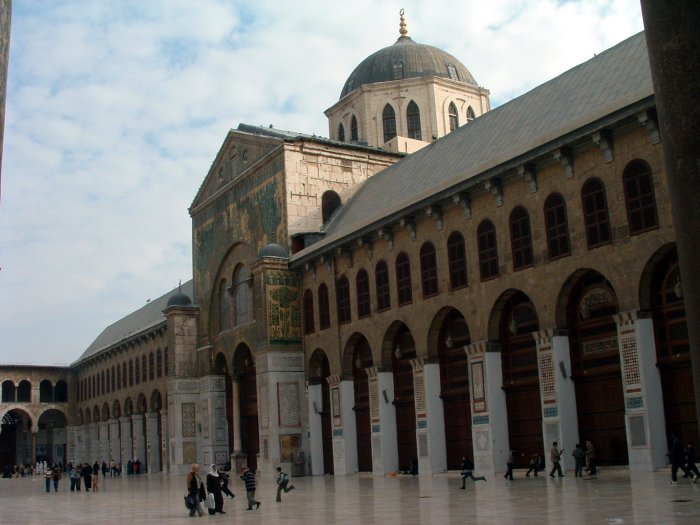
Pátio da Mesquita dos Omíadas em Damasco, um dos grandes legados arquitetônicos dos omíadas

O Califado Omíada foi marcado tanto pela expansão territorial e pelos problemas de ordem administrativa e cultural que essa expansão criou. Em sua maior extensão, o Califado Omíada cobria 15 000 000 km², fazendo dele o maior império que o mundo tinha visto até então, e o quinto maior que já existiu. Apesar de algumas exceções notáveis, os omíadas tendem a favorecer os direitos das velhas famílias árabes, e em especial a sua própria, sobre os de muçulmanos recém-convertidos (maulas). Portanto, eles tinham uma concepção menos universalista do islã do que muitos de seus rivais. Como G.R. Hawting tem escrito, "O islã foi, de facto, considerado como a propriedade da conquistadora aristocracia".
Durante o período dos omíadas, o árabe tornou-se a linguagem administrativa. Documentos do Estado e moedas foram emitidas na língua. Conversões em massa trouxeram um grande afluxo de muçulmanos do califado. Os omíadas também construíram edifícios famosos, como o Domo da Rocha em Jerusalém, e a Mesquita dos Omíadas em Damasco.
De acordo com uma visão comum, os omíadas transformaram o califado de uma instituição religiosa (durante o Califado Ortodoxo) para uma dinastia única. No entanto, os califas omíadas não parecem ter-se entendido como representantes do Deus na terra, e de ter sido o responsável pela "definição e elaboração das ordenanças de Deus, ou, em outras palavras, a definição ou elaboração da lei islâmica".
Os omíadas encontram-se em grande parte com uma recepção negativa dos historiadores islâmicos posteriores, que os acusou de promover a realeza (mulk, um termo com conotações de tirania), em vez de um verdadeiro califado (khilafa). A este respeito, é de notar que os califas omíadas refere a si mesmos, não como khalifat rasul Allah ("sucessor do mensageiro de Alá", o título preferido por tradição), mas sim como khalifat Allah ("vice de Alá"). A distinção parece indicar que os omíadas "consideravam-se representantes de Alá na cabeça da comunidade e não viam necessidade de partilhar o seu poder religioso com, ou delegá-la para, a classe emergente de estudiosos religiosos". Na verdade, foi precisamente esta classe de estudiosos, baseada principalmente no Iraque, que foi responsável por coletar e registrar as tradições que formam o material de fonte primária à história do período dos omíadas. Ao reconstruir essa história, por isso, é necessário confiar principalmente em fontes, como as histórias de Atabari e Baladuri, que estavam escritas no tribunal abássida em Bagdá.